# Бага-Бурул (Ики-Бурульский район)
Бага-Бурул (калм. Баһ Буурл) — посёлок (сельского типа) в Ики-Бурульском районе Калмыкии, административный центр Багабурульского сельского муниципального образования. Расположен в 26 км к северо-западу от районного центра посёлка Ики-Бурул.
Население — 508 (2021).

## История
Дата основания не установлена. Оседлое поселение, скорее всего, возникло в 1920-х в рамках политики по привлечению калмыков к оседлости.
Первоначально посёлок входил в состав Манычского, а с 1939 года — Приютненского улуса. В 1930 году в Бага-Буруле открыли начальную школу. В Бага-Буруле находились центральная усадьба колхоза им. Калинина, основанного в ходе коллективизации и одноименный сельский Совет.
Большой ущерб бал нанесён в период Великой Отечественной войны. Во время недолгой оккупации фашисты расстреляли председателя сельсовета Басанга Аджадыкова и члена партии, заведующего отделением товарной фермы 63-летнего М.Цагалаева.
28 декабря 1943 года население посёлка было депортировано по национальному признаку — калмыки. Указом Президиума ВС СССР от 27.12.1943 года «О ликвидации Калмыцкой АССР и образовании Астраханской области в составе РСФСР», как и другие населённые пункты Приютненского улуса Калмыкии посёлок был включён в состав Ставропольского края.
В 1956 году в посёлок начали возвращаться калмыки. В 1957 году на основании Указа Президиума ВС СССР «Об образовании Калмыцкой автономной области в составе РСФСР» посёлок был возвращён в состав Калмыкии. В 1966 году после образования Ики-Бурульского района был вновь образован Бага-Бурульский сельский Совет. В 1971 году Бага-Бурульская школа стала средней

## Физико-географическая характеристика
Посёлок расположен на северо-западе Ики-Бурульского района, в пределах Ергенинской возвышенности, являющейся частью Восточно-Европейской равнины, в балке Хар-Заухан. Высота над уровнем моря — 101 м. Рельеф местности равнинный. Посёлок расположен по правой стороне балки Хар-Заухан. Общий уклон местности с юга на север.
Расстояние до столицы Калмыкии города Элиста составляет 55 км, до районного центра посёлка Ики-Бурул — 26 км. Ближайший населённый пункт посёлок Приманыч расположен в 6,7 км к юго-западу от посёлка.
Согласно классификации климатов Кёппена-Гейгера тип климата — семиаридный (индекс BSk). Среднегодовая температура воздуха — 9,8 °C, количество осадков — 318 мм. В окрестностях посёлка распространены светлокаштановые почвы различного гранулометрического состава.
В посёлке, как и на всей территории Калмыкии, действует московское время.

## Население
В конце 1980-х в посёлке проживало около 1000 человек
| 2002 | 2010 | 2012 | 2013 | 2014 | 2015 | 2016 |
| ---- | ---- | ---- | ---- | ---- | ---- | ---- |
| 615  | ↘611 | ↘606 | ↘599 | ↘597 | ↗612 | ↘606 |
| 2017 | 2018 | 2019 | 2020 | 2021 |      |      |
| ↗610 | ↘595 | ↘568 | ↘543 | ↘508 |      |      |

Национальный состав
Согласно результатам переписи 2002 года большинство населения посёлка составляли калмыки (58 %)

## Социальная инфраструктура
В посёлке действуют дом культуры и библиотека. Среднее образование жители посёлка получают в Бага-Бурульской средней общеобразовательной школе
Медицинское обслуживание обеспечивают фельдшерско-акушерский пункт и расположенная в посёлке Ики-Бурул Ики-Бурульская центральная районная больница.
Посёлок электрифицирован и газифицирован.

## Достопримечательности
- Бага-Бурульский хурул Открыт 13 ноября 2011 года. Хурул небольшой, двухъярусный, устремленный ввысь[22].
- Ступа Ушнивашавиджаи Открыта 10 сентября 2000 года. Ступ посвящена буддийской богини Долголетия Ушнишавиджаи[23].